# Rantoul, Illinois
Rantoul är en ort (village) i Champaign County, i delstaten Illinois, USA. Enligt United States Census Bureau har orten en folkmängd på 12 984 invånare (2011) och en landarea på 21,1 km².